# لیک چارلز (لوئیزیانا)
لیک چارلز (به انگلیسی: Lake Charles) شهری در ایالت لوئیزیانا کشور ایالات متحده آمریکا است که جمعیت آن در سرشماری سال ۲۰۱۰ میلادی، ۷۱٬۹۹۳ نفر بوده‌است.